# Françoise Joly
Pour les articles homonymes, voir Joly.
Françoise Joly, née le 7 septembre 1956 à Caen (Calvados), est une journaliste et présentatrice française. À ne pas confondre avec son homonyme, ministre et représentante du président Denis Sassou Nguesso en République du Congo.

## Biographie

### Formation
Françoise Joly suit des études de sciences politiques et économiques et obtient un diplôme à l'Institut d'études politiques de Grenoble (promotion 1980). En 1983, elle part pour l'île de Grenade en voilier avec une amie où elle assiste à l'invasion par l'armée américaine. Être témoin de ces événements motive son envie de devenir journaliste.
Elle est diplômée de l'école de journalisme de Strasbourg (CUEJ, promotion 1987).

### Carrière
Françoise Joly débute comme grand reporter. Elle devient responsable du service politique étranger de France 2 (alors Antenne 2) en 1987. En 1997, elle chapeaute le service politique étranger. Elle est la première femme à occuper ce poste.
En janvier 2001 au 23 juin 2016, elle succède avec Guilaine Chenu à Paul Nahon et Bernard Benyamin à la direction et la présentation du magazine hebdomadaire du jeudi Envoyé spécial, présentant des reportages d'informations sur l'actualité internationale,.
En janvier 2010, elle coanime avec d'autres animateurs du groupe France Télévisions la soirée Pour Haïti dédiée à l'aide aux victimes du tremblement de terre d'Haïti de 2010 et diffusée notamment sur France 2 et France Inter.
En janvier 2014, le reportage « Villeneuve : le rêve brisé » de l'émission Envoyé spécial animé par Françoise Joly et Guilaine Chenu, est durement mis en cause par le Conseil supérieur de l'audiovisuel (CSA) pour « manquements déontologiques » prévus à l’article 35 du cahier des charges de la chaîne,. L'émission est reprise par Élise Lucet.
En 2017, elle devient rédactrice en chef et présentatrice du magazine Internationales sur TV5MONDE, succédant à Philippe Dessaint. En 2019, elle est nommée directrice de l'information de la chaîne,. Le 3 novembre 2022, elle lance un magazine-documentaire événementiel consacré à l'environnement intitulé « À la vie, à la terre » présenté par la journaliste Chloé Nabédian disponible sur TV5MONDEplus. En juin 2024, elle est convoquée à un entretien préalable à son licenciement, peu après la démission du PDG de la chaîne Yves Bigot avec qui ses relations s'étaient tendues,.
En 2023, elle est nommée présidente du CA de 22 membres du Centre de formation des journalistes (CFJ), succédant à Philippe Onillon et Emmanuel Chain.